# Davide Ferrario
Davide Ferrario (nascut el 26 de juny de 1956) és un director de cinema, guionista i autor italià.

## Vida i carrera
Nascut a Casalmaggiore, Cremona, Ferrario es va graduar en literatura angloamericana, després va començar a treballar en la distribució de pel·lícules, i va contribuir a importar a Itàlia molts pel·lícules indie de John Sayles, Jim Jarmusch, Susan Seidelman, Godfrey Reggio. També va col·laborar com a crític de cinema amb la revista de cinema Cineforum, i va escriure una monografia sobre Rainer Werner Fassbinder.
Després de col·laborar en diversos guions, Ferrario va debutar com a director el 1987 amb el curtmetratge Non date da mangiare agli animali, i el 1989 va dirigir el seu primer llargmetratge, el neo-noir La fine della notte. La seva pel·lícula de 2004 film Dopo mezzanotte va entrar a la secció del Fòrum a la 54è Festival Internacional de Cinema de Berlín, en què Ferrario va guanyar el Premi Caligari i el Premi Don Quixote. També novel·lista, la seva novel·la debut de 1995 Dissolvenza al nero es va adaptar més tard a una pel·lícula, Fade to Black d'Oliver Parker.

## Filmografia
- La fine della notte (1989)
- Anime fiammeggianti (1994)
- Tutti giù per terra (1997)
- Figli di Annibale (1998)
- Guardami (1999)
- Dopo mezzanotte (2004)
- Se devo essere sincera (2004)
- Tutta colpa di Giuda (2009)
- La luna su Torino (2014)
- Boys (2021)
- Blood on the Crown (2021)

## Novel·les
- Dissolvenza al nero, 1995.
- Materiale Resistente, 1996.
- Guardami. Storie dal porno, 1999.
- Sangue mio, 2010.
- Scherma, schermo. Il regista dietro la maschera., 2018.